# Carsten K. Rath

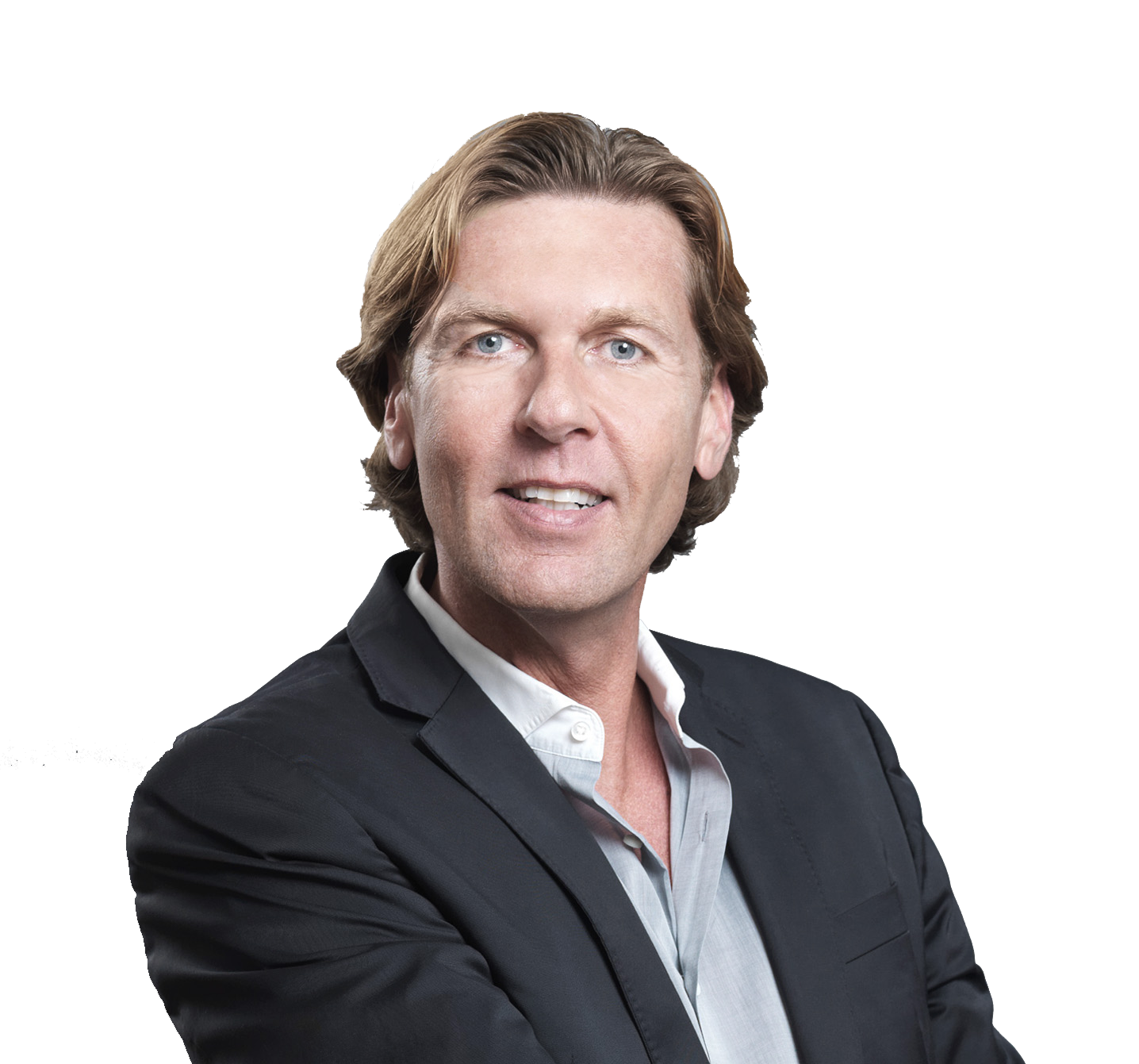
Carsten K. Rath, 2013

Carsten K. Rath (* 17. August 1966 in Oberlahnstein) ist ein deutscher Unternehmer und Buchautor.

## Leben
Rath machte eine Ausbildung zum Hotelfachmann in einem Hotel im Schwarzwald. 2003 wurde er zum  Geschäftsführer der Robinson Club GmbH berufen. Danach übernahm er den Vorsitz der Geschäftsführung der Arabella Hotel Holding International und wurde gleichzeitig CEO der Arabella Starwood Hotels & Resorts Worldwide. Außerdem war er im Aufsichtsrat bei der Design Hotel AG und der AOVO AG.
2008 gründete Rath die Hotelgesellschaft Lifestyle Hospitality & Entertainment Group, die das Kameha Grand Bonn und das Kameha Grand Zürich betreibt. 2017 verkaufte Rath seine Anteile an der Kameha Holding und ihrer Tochtergesellschaften. Er ist jedoch weiterhin Teilhaber der Kameha Suite Frankfurt.
Er ist im Kuratorium der Reiner Meutsch Stiftung FLY & HELP vertreten.

## Bücher
- Schluss mit Everybody’s Darling!: Warum wir besser leben, wenn wir uns nicht mehr für andere verbiegen, Goldegg Verlag, 2019, ISBN 978-3990601051
- Für Herzlichkeit gibt’s keine App: Service-Excellence in digitalen Zeiten, GABAL Verlag, 2018, ISBN 978-3869368252
- 30 Minuten Service Excellence, GABAL Verlag, 2018, ISBN 978-3869368832
- 30 Minuten Freidenken für Führungskräfte, GABAL Verlag, 2017, ISBN 978-3869368085
- Ohne Freiheit ist Führung nur ein F-Wort: Mitarbeiter entfesseln – Kunden begeistern – Erfolge feiern, GABAL Verlag, 2017, ISBN 978-3869367491
- «Dein Essen steht im Kochbuch, Liebling.» Kameha kocht Fusion, Werd & Weber Verlag, 2016, ISBN 978-3859328174
- Das Leben. Ein bunter Hund. Worauf es wirklich ankommt, mit Sabine Hübner, Murmann Publishers, 2016, ISBN 978-3867744737
- Sex bitte nur in der Suite: Aus dem Leben eines Grand Hoteliers, Verlag Herder, 2015, ISBN 978-3451329593
- 55 Gründe, ein Grand Hotel zu eröffnen, Murmann Publishers, 2015, ISBN 978-3-86774-476-8
- Das beste Anderssein ist Bessersein – Die Geheimnisse echter Service-Excellence, mit Sabine Hübner, Redline Verlag, 2014, ISBN 978-3868815313